# مالكوم هاريسون
مالكوم هاريسون (بالإنجليزية: Malcolm Harrison)‏ هو مصمم أزياء نيوزلندي، ولد في 3 سبتمبر 1941 في كرايستشرش في نيوزيلندا، وتوفي في 2 نوفمبر 2007 في أوكلاند في نيوزيلندا.